# Jean Neuhaus (1877-1953)
Pour les articles homonymes, voir Neuhaus.
Pour le fondateur de la chocolaterie Neuhaus et grand-père du précédent, voir Jean Neuhaus.
Jean Neuhaus, né le 19 mars 1877 à Bruxelles et mort en 1953, est un chocolatier belge d'origine suisse, petit-fils de Jean Neuhaus (le fondateur de la chocolaterie Neuhaus) et fils de Frederic Neuhaus. Il est classé parmi les 100 plus grands Belges lors de l'émission Les Plus Grands Belges en 2005.

## Biographie
Jean Frédéric Neuhaus naît en 1877 à Bruxelles, fils de Frédéric Jean Neuhaus, confiseur suisse puis belge, et Catherine Eugénie Perin. En 1900, il épouse dans la même ville Louise Agostini.
En 1912, il invente il crée le premier chocolat fourré, la praline,. Il reprend la pharmacie-confiserie-chocolaterie familiale se trouvant galerie de la Reine.
Trois ans plus tard son épouse, Louise Agostini, imagine une nouvelle façon plus raffinée pour vendre des pralines : c'est la naissance du ballotin, dont le but était de ne pas endommager les pralines.